# Maison d'école de Bergheim
La maison d'école est un monument historique situé à Bergheim, dans le département français du Haut-Rhin.

## Localisation
Ce bâtiment est situé au 5, place de l'Église à Bergheim.

## Historique
L'édifice fait l'objet d'une inscription au titre des monuments historiques depuis 1929.

## Architecture

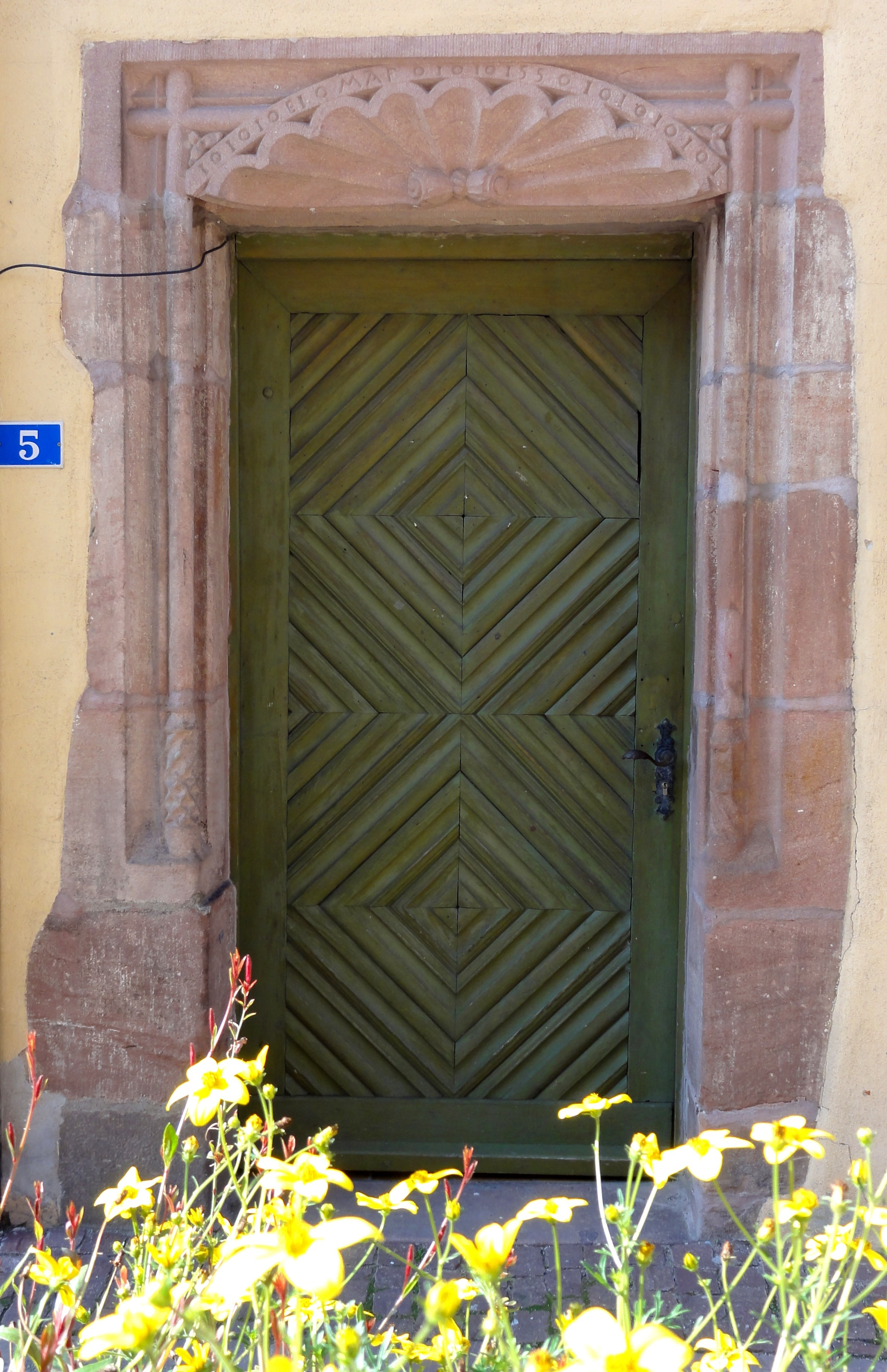